# Рыжешапочные тиранчики
Рыжешапочные тиранчики (лат. Poecilotriccus) — род воробьиных птиц из семейства Тиранновые.

## Список видов
Международный союз орнитологов относит к роду 12 видов:
- Белощёкий тоди-мухолов (Poecilotriccus albifacies (Blake, 1959))
- Желтокрылый тоди-мухолов (Poecilotriccus calopterus (P. L. Sclater, 1857))
- Трёхцветный тоди-мухолов (Poecilotriccus capitalis (P. L. Sclater, 1857))
- Серощёкий тоди-мухолов (Poecilotriccus fumifrons (Hartlaub, 1853))
- Рыжелобый тоди-мухолов (Poecilotriccus latirostris (Pelzeln, 1868))
- Poecilotriccus luluae Johnson et al., 2001
- Желтолицый тоди-мухолов (Poecilotriccus plumbeiceps (Lafresnaye, 1846))
- Poecilotriccus pulchellus (Sclater, PL, 1874)
- Рыжешапочный тиранчик (Poecilotriccus ruficeps (Kaup, 1852))
- Рыжеголовый тоди-мухолов (Poecilotriccus russatus (Salvin et Godman, 1884))
- Бурощёкий тоди-мухолов (Poecilotriccus senex (Pelzeln, 1868))
- Серогорлый тоди-мухолов (Poecilotriccus sylvia (Desmarest, 1806))